# Tatort: Ein Schuß zuviel
Ein Schuß zuviel ist ein Fernsehfilm aus der Fernseh-Kriminalreihe Tatort der ARD und des ORF. Der Film wurde vom WDR produziert und am Pfingstmontag, dem 4. Juni 1979, zum ersten Mal gesendet. Er ist die 100. Folge der Tatort-Reihe, die 17. mit Kommissar Haferkamp. Haferkamp hat es diesmal mit einem Gefangenenausbruch und den Ermittlungen gegen einen JVA-Beamten wegen der Tötung eines Ausbrechers zu tun.

## Handlung
Die Untersuchungshäftlinge Tomi Selzer und Suk Artun nehmen den Justizvollzugsbeamten Günther Wörlemann als Geisel und zwingen seinen Kollegen Rudi Jakobs, ihnen das Haupttor der JVA zu öffnen. Vor dem Tor lassen sie von Wörlemann ab und die beiden Häftlinge fliehen. Obwohl sie nach einem Warnschuss Jakobs’ stehenbleiben, erschießt Jakobs Artun, Selzer kann entkommen. Gegenüber Haferkamp und dem Staatsanwalt gibt Rudi Jakobs am nächsten Morgen zu Protokoll, dass die Flüchtenden auf seinen Anruf nicht reagiert hätten und er lediglich geschossen habe, um die Fluchtunfähigkeit der Gefangenen herzustellen. Haferkamp hat inzwischen ermittelt, dass die Indiziendecke in den Ermittlungen zum Tankstellenraubmord, die Selzer in die U-Haft gebracht hatten, äußerst dünn ist. Wörlemann hingegen gibt an, dass Jakobs geschossen habe, nachdem Artun sich ergeben und gerufen hätte, dass Jakobs nicht schießen solle. Der Staatsanwalt gibt Haferkamp aufgrund der Brisanz des Falles zu bedenken, dass Selzer schnell gefunden werden müsse, da er nunmehr ein wichtiger Zeuge sei. Haferkamp versucht, im Fall von Selzer weiterzukommen, doch die Ermittlungen laufen zäh. Sisi Feldmann, Selzers Verlobte, sucht Haferkamp auf und versichert ihm, dass Selzer mit dem Raubmord an der Tankstelle nichts zu tun habe. Seine Ex-Freundin habe ihn aus Rache belastet. Haferkamp drängt sie, ihm zu erzählen, wo er sich aufhält, doch ihm gelingt es nicht, ihr Vertrauen zu gewinnen.
Tomi Selzer sucht seine Ex-Freundin Birgit Illich auf, die prompt die Polizei informiert, bevor sie sich mit ihm trifft. Sie gibt ihm gegenüber zu, ihn wider besseres Wissen belastet zu haben, weil sie wegen seiner Vorstrafe lange auf seine Haftentlassung gewartet und zu ihm gehalten, er sich jedoch von ihr getrennt hatte. Selzer wendet ein, dass sie ihn herumkommandiert und er sich deshalb von ihr getrennt habe. Er drängt sie, die Falschaussage gegen ihn fallenzulassen und ihm sein Alibi zu geben, das er eigentlich hätte. Sie sagt ihm zu, ihre Aussage zu korrigieren, wenn er zu ihr zurückkehre, doch als er merkt, dass sie die Polizei gerufen hat, flieht er. Sie sagt daraufhin Haferkamp gegenüber aus, dass Selzer sie umbringen wollte. Wörlemann spürt unterdessen die Missachtung seiner Kollegen; einige versuchen, ihn dazu zu bringen, seine Aussage zu widerrufen. Währenddessen sieht sich Jakobs den Anfeindungen der Gefangenen ausgesetzt. Unterdessen stellen Haferkamp und Kreutzer fest, dass die Spuren von Selzers Moped keinesfalls zu den am Tatort gefundenen passen. Bei einem Besuch von Haferkamp bei Birgit Illich im Krankenhaus kommt er zur Überzeugung, dass Illich versessen darauf ist, Selzer zu belasten. Er drängt sie dazu, die Wahrheit zu sagen, doch sie versucht nur, Selzer noch mehr zu belasten.
Jakobs, der eine Verschwörung gegen sich vermutet, erhält eine anonyme Morddrohung, auch die Presse fährt eine Kampagne gegen Jakobs. Haferkamp mutmaßt unterdessen, dass Jakobs, der seine Brille im Dienst nie trägt, beim Sehen beeinträchtigt ist. Sisi trifft sich heimlich mit Tomi Selzer und drängt ihn dazu, sich Haferkamp anzuvertrauen; anschließend sucht sie ihn auf und vermittelt ein Treffen zwischen Haferkamp und Selzer. Auf dem Weg zum Treffen verständigt Haferkamp allerdings seine Kollegen. Er bemerkt nicht, dass Selzer bereits bei ihm im Auto ist. Dieser bedroht ihn mit einer Waffe und dirigiert ihn vom Treffpunkt weg. Haferkamp macht ihm klar, dass er nicht mehr wegen des Raubmordes an der Tankstelle verdächtig ist. Die Polizei konnte ermitteln, dass Birgit ihn falsch belastet hat. Er weigert sich jedoch, mit Haferkamp mitzukommen und sich wegen der Geiselnahme zu verantworten. Als Tomi Haferkamps Kollegen bemerkt, springt er aus dem Auto und kann entkommen.
Nachdem auf Jakobs’ Haus, das inzwischen unter Polizeischutz steht, ein weiterer Anschlag verübt wird, sucht Kreutzer mit einigen Beamten die Wohnunterkunft von Artun Suks Landsleuten auf und findet dort Fotos von Selzer, dem sie einen falschen Pass besorgen wollen. Jakobs gesteht unterdessen seiner Frau, dass er sehr wohl Suk Artun erschossen hat, obwohl sich dieser bereits ergeben hatte. Er hatte einfach nicht schnell genug geschaltet wegen seines Blutdrucks und der Aufregung; er möchte Selbstanzeige erstatten, doch seine Frau hält ihn davon ab. Kurz darauf wird in Tomi Selzers ehemaliger Firma, in der auch Birgit Illich arbeitet, eingebrochen und ein Wachmann niedergeschossen; die Täterbeschreibung passt auf Tomi Selzer. Haferkamp und Kreutzer wissen von den türkischen Arbeitern, dass Tomi Geld für seinen falschen Pass braucht. Birgit Illich gibt den Beamten einen Tipp für ein mögliches Versteck von Tomi Selzer; er hatte einmal eine stillgelegte Zeche als ideales Versteck bezeichnet.
Die Beamten finden Tomi in der ehemaligen Zeche. Tomi flieht auf das Dach des Gebäudes und zieht seine Waffe. Trotz Haferkamps Bemühungen, mit ihm zu verhandeln, flieht Selzer und stürzt in den Tod. Durch den Tod Selzers kann die Tötung von Artun nicht mehr aufgeklärt werden, Haferkamp schließt widerwillig die Akte; doch dann kommt Jakobs trotz der Einstellung der Ermittlung zu ihm und möchte Selbstanzeige wegen fahrlässiger Tötung erstatten. Unterdessen stellt sich heraus, dass nicht Selzer, sondern ein anderer, bislang unbekannter Täter, in die ehemalige Firma von Selzer eingebrochen ist und den Schuss auf den Wachmann abgegeben hat; insofern lässt sich für Haferkamp und Kreutzer auch der Schuss zuviel ermitteln.

## Einschaltquote und Produktion
Die Folge erreichte bei ihrer Erstausstrahlung einen Marktanteil von 36,00 %. Die Episode wurde zwischen dem 23. November und dem 18. Dezember 1978 in Essen und West-Berlin gedreht.

## Trivia
Im Film werden mehrfach längere Instrumentalteile aus dem Song „Firth of Fifth“ der Band Genesis der Handlung unterlegt.

## Kritik
Die Kritiker der Fernsehzeitschrift TV Spielfilm beurteilten diesen Tatort später positiv und kommentierten: „Alt, aber gut: ein Tatort, der unter die Haut geht.“